# Брежинский, Семён Петрович
Семён Петрович Брежинский (1766—1817) — русский военачальник, генерал-майор.

## Биография
Родился в 1766 году. Происходил из польских дворян.
1 сентября 1782 года поступил капралом в 3-й батальон Белорусского егерского корпуса, 26 сентября 1786 года получил чин прапорщика.
Участвовал в русско-турецкой войне 1787—1791 годов. В 1788 году сражался с турками в устьях рек Ингул и Буг и на берегах Бугского лимана вблизи Очакова. В 1789 году, находясь в корпусе А. В. Суворова, участвовал в сражениях под Фокшанами и Рымником. В 1790 году находился при осаде Измаила и во время штурма крепости был ранен пулей в шею.
В 1791 году Брежинский сражался с турками под Бабадагом и Мачином, за что получил чин капитана. В 1792 и 1794 годах воевал с поляками, был тяжело ранен в сражении под Мацейовицами пулями в правый бок и правую руку и произведен в секунд-майоры.
24 февраля 1797 года был переведен в 14-й егерский полк майором. Участвовал в Итальянской кампании А. В. Суворова в 1799 году. Был ранен в ногу в сражении при Нови.
В 1805 году принимал участие в Австрийском походе и за отличие в сражении под Кремсом награждён орденом Св. Владимира 3-й степени с бантом. В сражении под Пултуском 14 декабря 1806 года был ранен пулей в правую руку выше локтя. В 1807 году сражался с французами под Гутштадтом, Гейльсбергом и Фридландом, за что получил золотую шпагу и чин полковника (18 июня того же года). В 1808—1809 годах участвовал в боях со шведами.
1 февраля 1810 году Брежинский был назначен командиром 24-го егерского полка, который в конце 1811 года был включен в состав 5-й пехотной дивизии, вошедшей в 1-ю Западную армию. В 1812 году полк находился в корпусе П. Х. Витгенштейна и Брежинский сражался с французами под Клястицами, Полоцком и Чашниками. В 1813 году участвовал в сражениях под Люценом, Бауценом и Кульмом, где отличился и был награждён орденом Св. Анны 2-й степени с алмазами. В Лейпцигском сражении был контужен картечью в правое плечо, а за отличие был произведен в генерал-майоры (20 декабря 1813 года). В 1814 году он отличился в боях под Ла-Брюсселем и Троа и награждён орденом Св. Георгия 4-го класса. Участвовал во взятии Парижа. C 2 апреля 1814 года по 1 июня 1815 года был шефом 23-го егерскогой полка. 18 августа 1814 года назначен помощником командира 27-й пехотной дивизии.
С. П. Брежинский умер в Липецке 5 ноября 1817 года во время поездки по делам службы в Тамбов для сопровождения в дивизию партии рекрутов. 31 января 1818 года был исключен из списков.

## Награды
- Награждён орденом Св. Георгия 4-й степени (№ 2823; 20 февраля 1814) и Золотой шпагой «За храбрость».
- Также награждён орденами Св. Анны 2-й степени с алмазами, Св. Владимира 3-й степени, мальтийским орденом и двумя два иностранными крестами за Измаил и Кульм.

## Интересный факт
В статье о Семёне Петровиеч Брежинском — Брежинский Семён Петрович приведены данные, существенно отличные от изложенных в настоящей статье.